# تپه قلعه قمقان
تپه قلعه قمقان مربوط به دوره ساسانیان است و در شهرستان میانه، بخش مرکزی، دهستان اوچ تپه شرقی، ۵۰ متری غرب روستای قمقان واقع شده و این اثر در تاریخ ۱۵ اسفند ۱۳۸۵ با شمارهٔ ثبت ۱۷۹۲۱ به‌عنوان یکی از آثار ملی ایران به ثبت رسیده است.